# Phillip Thuaux
Phillip Thuaux (* 9. Juli 1979 in Point Clare) ist ein ehemaliger australischer Radrennfahrer.
Phillip Thuaux wurde bei der Tour of South China Sea 2002, mit zwei Sekunden Rückstand, knapp geschlagener Zweiter in der Gesamtwertung hinter dem Südafrikaner Nicholas White. 2003 begann er beim Team Down Under. 2004 fuhr er für Cyclingnews.com-Down Under und 2005 für den indonesischen Rennstall Wismilak. Bei den Ozeanischen Radsportmeisterschaften 2005 errang er die Silbermedaille im Straßenrennen. Ab 2006 fuhr er für das australische Continental Team Drapac Porsche. Er beendete die UCI Oceania Tour 2006 auf dem vierten Rang.
Auf der Bahn gewann Thuaux 2006 gemeinsam mit Zakkari Dempster, Hayden Josefski und Stephen Rossendell die Goldmedaille in der Mannschaftsverfolgung. Im Jahr darauf wurde er australischer Meister in der Einerverfolgung. Ebenfalls 2007 gewann er bei den ozeanischen Meisterschaften zweimal Gold, einmal in der Einerverfolgung, eine weitere in der Mannschaftsverfolgung, mit Mark Jamieson, Cameron Meyer und Travis Meyer.

## Erfolge

### Straße
2002
- eine Etappe Tour of the South China Sea

2004
- eine Etappe Tour de Hongrie

2005
- Ozeanische Radsportmeisterschaften – Straßenrennen

### Bahn
2006
- Ozeanienspiele – Mannschaftsverfolgung (mit Zakkari Dempster, Hayden Josefski und Stephen Rossendell)

2007
- Australischer Meister – Einerverfolgung
- Ozeanische Radsportmeisterschaften – Einerverfolgung, Mannschaftsverfolgung (mit Mark Jamieson, Cameron Meyer und Travis Meyer)

## Teams
- 2003 Team Down Under
- 2004 Cyclingnews.com-Down Under
- 2005 Wismilak
- 2006 Drapac Porsche
- 2007 Drapac Porsche
- 2008 Drapac Porsche
- 2009 Drapac Porsche (bis 31.08.)